# Comté de Jackson (Missouri)
Pour les articles homonymes, voir Jackson et Comté de Jackson.
Le comté de Jackson, en anglais : Jackson County,  est un comté du Missouri aux États-Unis. Il fait partie de la région métropolitaine de Kansas City
Le comté a été organisé le 15 décembre 1826 et nommé en l’honneur de l’ancien sénateur du Tennessee, Andrew Jackson, qui deviendra président des États-Unis trois ans plus tard, en 1829.